# City of Canada Bay
City of Canada Bay is een Local Government Area (LGA) in Australië in de staat New South Wales in de agglomeratie van Sydney. City of Canada Bay telt 70.619 inwoners. De hoofdplaats is Drummoyne.